# VBC Voléro Zurich (volley-ball masculin)
Pour les articles homonymes, voir VBC Voléro Zurich.
Le Volleyball Club Voléro Zurich est un club suisse de volley-ball basé à Zurich. Il évolue au plus haut niveau national (Ligue Nationale A, LNA). Cet article traite de la section masculine ; pour la section féminine, voir ici.

## Palmarès
- Championnat de Suisse : 1977
- Coupe de Suisse : 1975, 1978

## Effectif de la saison en cours
Entraîneur : Jürgen Schreirer  Allemagne
| Numéro | Nom                 | Taille | Nationalité          |
| 1      | Davor CAJIC         | 1,90   | Bosnie-Herzégovine   |
| 2      | Aleksandar LJUBICIC | 2,00   | Serbie-et-Monténégro |
| 3      | Thomas TSCHUPP      | 1,88   | Suisse               |
| 4      | Alexei PRAWDZIC     | 2,00   | Suisse               |
| 5      | Gerd FUCHSBERGER    | 1,95   | Suisse- Autriche     |
| 6      | David LEHNER        | 1,88   | Suisse               |
| 7      | Marcel GÖLZ         | 1,91   | Suisse               |
| 8      | Ivan BEDRAC         | 1,86   | Suisse               |
| 9      | Carlos CASTRO       | 1,85   | Suisse               |
| 10     | David ZINGG         | 1,94   | Suisse               |
| 13     | Boban ILLIC         | x,xx   | Serbie-et-Monténégro |
| 14     | Ivan PANTOVIC       | 2,00   | Serbie-et-Monténégro |
| 15     | Daniel WERNER       | 1,81   | Suisse               |
| 16     | Pascal DURAND       | 1,91   | Suisse               |
| 17     | Samuel ATTIVI       | 2,12   | France               |